# Olimpia Poznań (żużel)
Olimpia Poznań – polski klub żużlowy z Poznania.
Przed „odwilżą” działał w ramach Zrzeszenia „Gwardia”.
W rozgrywkach ligowych na szczeblu centralnym brał udział w roku 1956. Przed kolejnym sezonem został ukarany odsunięciem na rok od rozgrywek, do których ostatecznie nie powrócił.

## Historia
Historia żużla w Poznaniu sięga okresu międzywojennego, kiedy to istniała sekcja motocyklowa TS „Unia”, która jeszcze przed wojną została przekształcona w Motoklub „Unia”. W pierwszych latach po wojnie, obok reaktywowanej Unii, w Poznaniu funkcjonowało też kilka innych klubów. W 1948 roku zainaugurowano w Polsce żużlowe rozgrywki ligowe, jednak na szczeblu centralnym w pierwszych edycjach startowały tylko ekipy: Unii i Lechii. Pozostałe poznańskie ekipy uczestniczyły w rozgrywkach Poznańskiej Ligi Okręgowej. Od 1949 roku w PLO występowała też Gwardia Poznań.
Przed sezonem 1951 GKKF i Komisja Sportowa PZMot ustaliły, że powstanie liga złożona z 6 drużyn – przedstawicieli Zrzeszeń Sportowych Związków Zawodowych: Unia Leszno, Budowlani Warszawa, Ogniwo Bytom, Górnik Rybnik, Stal Ostrów Wielkopolski i Kolejarz Rawicz. Oprócz nich jeszcze przedstawiciele wojska – CWKS Warszawa i milicji – Gwardia Bydgoszcz. Ponadto przed rozpoczęciem rozgrywek do ligi dołączyły Włókniarz Częstochowa i Spójnia Wrocław. O tym, który klub będzie przedstawicielem milicji zadecydowała ostatecznie sportowa rywalizacja. Na początku do ligi przyłączono gwardzistów z Bydgoszczy, jednak zespoły z Poznania i Rzeszowa oprotestowały tę decyzję i zarządzono, że rozstrzygnięcie sporu będzie miało miejsce na torze. 23 kwietnia 1951 roku w Rzeszowie rozegrano turniej, w którym kolejność była następująca: Gwardia Bydgoszcz, Gwardia Poznań i Gwardia Rzeszów. Gwardii Poznań pozostała rywalizacja w drużynowych mistrzostwach Polski maszyn przystosowanych, gdzie rywalizowała m.in. z Unią Poznań.
W 1952 roku Gwardia ponownie zgłosiła się do rozgrywek na maszynach przystosowanych, jednak w nich nie wystartowała, natomiast w 1953 roku zespół odpadł w eliminacjach okręgowych. Przed sezonem 1955, kiedy rozgrywki ligowe znów zostały podzielone na dwie ligi, Gwardia Poznań zgłaszała akces do rozgrywek II ligi, jednak ostatecznie nie uzupełniła grona drugoligowców. Drużyna poznańskiej Gwardii, która powstała z przeniesienia zawodników Gwardii Krotoszyn, wystąpiła tym samym jedynie w Poznańskiej Lidze Okręgowej.
W rozgrywkach II ligi ekipa poznańskiej Gwardii zadebiutowała w 1956 roku, zajmując 6. miejsce w grupie „północ”. W sezonie 1957 drużyna, już jako Olimpia, miała wystartować w nowo powstałej III lidze, jednak 18 kwietnia, tuż przed rozpoczęciem sezonu, PZMot ukarał zespół z Poznania odsunięciem na rok od rozgrywek. Była to kara za samowolny wyjazd poznaniaków na sparingi przeciw RH Praga do Žatca i Slanego i Pardubic, bez wiedzy PZMot. W kolejnym sezonie Olimpia Poznań do rozgrywek jednak już nie powróciła.
Powrót ligowego żużla do Poznania nastąpił w 1991 roku, kiedy to do rozgrywek przystąpił KŻ Polonez Poznań.

## Sezony
| Sezon | Rozgrywki ligowe | Rozgrywki ligowe        | Rozgrywki ligowe | Uwagi                                                                             |
| Sezon | Liga             | Liga                    | Miejsce          | Uwagi                                                                             |
| ----- | ---------------- | ----------------------- | ---------------- | --------------------------------------------------------------------------------- |
| 1951  | I                | Liga                    | –                | 2. miejsce w turnieju barażowym „gwardzistów” o przydział do ligi „zrzeszeniowej” |
|       |                  |                         |                  |                                                                                   |
| 1956  | II               | II liga (gr. „północ”)  | 6/8              | Spadek w wyniku reorganizacji rozgrywek – podjęto decyzję o utworzeniu III ligi   |
| 1957  | III              | III liga (gr. „północ”) | –                | Klub nie przystąpił do rozgrywek – został zdyskwalifikowany                       |

| Poziom ligowy | Liczba sezonów | Sezony |
| ------------- | -------------- | ------ |
| II            | 1              | 1956   |